# Moskali
Moskali (ukrainska: москалі) är en plural form av ordet moskal (ukrainska: москаль). Det är en historisk benämning på folket runt och i Moskva. Benämningen används främst av ukrainare och polacker. Efter 1900-mitt har den fått en nedsättande klang.